# Воробьёво (Калининградская область)
Воробьёво — посёлок в Гурьевском городском округе Калининградской области. Входил в состав Низовского сельского поселения (упразднён в 2014 году).

## История
с 1910 года населенный пункт стал называться Грос Хоенраде, в 1946 году был переименован в поселок Воробьево.

## Население
| 2002 | 2010 |
| ---- | ---- |
| 65   | ↗86  |

В 1910 году население составляло 90 жителей